# Хроника Тихвинских операций
Хроника Тихвинских оборонительной и наступательной операций
| Дата                 | Оставлены советскими войсками | Взяты советскими войсками | Другие события |
| -------------------- | ----------------------------- | ------------------------- | --- |
| 16 октября 1941 года | Грузино                       | -                         | Немецкие войска форсировали Волхов Начало оборонительной операции. |
| 17 октября 1941 года | -                             | -                         | - |
| 18 октября 1941 года | -                             | -                         | - |
| 19 октября 1941 года | Кириши                        | -                         | - |
| 20 октября 1941 года | -                             | -                         | Оборона 52-й армии прорвана 54-й армии перешла в наступление на Синявино |
| 21 октября 1941 года | -                             | -                         | - |
| 22 октября 1941 года | Большая Вишера                | -                         | - |
| 23 октября 1941 года | Будогощь                      | -                         | - |
| 24 октября 1941 года | Малая Вишера                  | -                         | Часть сил 54-й армии передано для обороны волховского направления Немецкие войска перешли в активное наступление по западному берегу Волхова                                  |
| 25 октября 1941 года | -                             | -                         | - |
| 26 октября 1941 года | -                             | -                         | Немецкие войска достигли крайней южной точки своего наступления |
| 27 октября 1941 года | -                             | -                         | - |
| 28 октября 1941 года | -                             | -                         | войска на Волховском направлении сведены в Волховскую оперативную группу и подчинены 4-й армии                                                                                |
| 29 октября 1941 года | -                             | -                         | в Тихвин прибыла 60-я танковая дивизия |
| 30 октября 1941 года | -                             | -                         | - |
| 31 октября 1941 года | Ситомля                       | -                         | Немецкие войска вступили на территорию Волховского района |
| 1 ноября 1941 года   | -                             | -                         | Советские войска предприняли попытку контрудара в общем направлении Будогощь — Грузино                                                                                        |
| 2 ноября 1941 года   | -                             | -                         | - |
| 3 ноября 1941 года   | -                             | -                         | - |
| 4 ноября 1941 года   | -                             | -                         | Советские войска прекратили попытку контрудара в общем направлении Будогощь — Грузино                                                                                         |
| 5 ноября 1941 года   | -                             | -                         | Немецкие войска возобновили наступление на Тихвин |
| 6 ноября 1941 года   | -                             | -                         | - |
| 7 ноября 1941 года   | -                             | - -                       | - |
| 8 ноября 1941 года   | Тихвин                        | -                         | - |
| 9 ноября 1941 года   | -                             | -                         | 54-й армии прекратила попытки наступления на Синявино |
| 10 ноября 1941 года  | -                             | -                         | в составе 4-й армии созданы три оперативные группы Начало наступательной операции Новгородская армейская оперативная группа перешла в наступление                             |
| 11 ноября 1941 года  | -                             | -                         | Северная оперативная группа советских войск наносит контрудар на Тихвин |
| 12 ноября 1941 года  | -                             | -                         | 52-я армия перешла в наступление на Малую Вишеру Волховская оперативная группа переподчинена 54-я армии Немецкие войска начали наступление по железной дороге Тихвин - Волхов |
| 13 ноября 1941 года  | -                             | -                         | - |
| 14 ноября 1941 года  | -                             | -                         | - |
| 15 ноября 1941 года  | -                             | -                         | - |
| 16 ноября 1941 года  | -                             | -                         | - |
| 17 ноября 1941 года  | -                             | -                         | - |
| 18 ноября 1941 года  | -                             | -                         | Окончание оборонительной операции Немецкие войска достигли крайней восточной точки своего наступления                                                                         |
| 19 ноября 1941 года  | -                             | -                         | Началось наступление войск 4-й армии на Тихвин |
| 20 ноября 1941 года  | -                             | Малая Вишера              | - |
| 21 ноября 1941 года  | -                             | -                         | - |
| 22 ноября 1941 года  | -                             | -                         | - |
| 23 ноября 1941 года  | -                             | -                         | - |
| 24 ноября 1941 года  | -                             | -                         | - |
| 25 ноября 1941 года  | -                             | -                         | Немецкие войска остановлены южнее Волхова Немецкие войска начали продвижение на Шум                                                                                           |
| 26 ноября 1941 года  | -                             | -                         | Возобновлено наступление войск 4-й армии на Тихвин |
| 27 ноября 1941 года  | -                             | -                         | - |
| 28 ноября 1941 года  | -                             | -                         | 54-я армия перешла в наступление под Волховом |
| 29 ноября 1941 года  | -                             | -                         | - |
| 30 ноября 1941 года  | -                             | -                         | - |
| 1 декабря 1941 года  | -                             | -                         | Немецкие войска остановлены под Войбокало |
| 2 декабря 1941 года  | -                             | -                         | - |
| 3 декабря 1941 года  | -                             | -                         | 54-я армия перешла в наступление в районе Войбокало |
| 4 декабря 1941 года  | -                             | -                         | - |
| 5 декабря 1941 года  | -                             | -                         | Вновь возобновлено наступление войск 4-й армии на Тихвин |
| 6 декабря 1941 года  | -                             | -                         | - |
| 7 декабря 1941 года  | -                             | -                         | Южная оперативная группа советских войск перерезала железную дорогу на участке Будогощь - Ситомля                                                                             |
| 8 декабря 1941 года  | -                             | -                         | Немецкие войска начали эвакуацию из Тихвина |
| 9 декабря 1941 года  | -                             | Тихвин                    | - |
| 10 декабря 1941 года | -                             | -                         | - |
| 11 декабря 1941 года | -                             | -                         | - |
| 12 декабря 1941 года | -                             | -                         | - |
| 13 декабря 1941 года | -                             | -                         | - |
| 14 декабря 1941 года | -                             | -                         | - |
| 15 декабря 1941 года | -                             | Ситомля                   | Начались бои за Погостье Отдан приказ об отводе немецких войск и их союзников из района Малой Вишеры                                                                          |
| 16 декабря 1941 года | -                             | -                         | - |
| 17 декабря 1941 года | -                             | -                         | Части 54-й армии вышли к Оломне Части 4-й армии вышли к реке Лынна Сформирован Волховский фронт                                                                               |
| 18 декабря 1941 года | -                             | -                         | - |
| 19 декабря 1941 года | -                             | -                         | - |
| 20 декабря 1941 года | -                             | -                         | - |
| 21 декабря 1941 года | -                             | Будогощь                  | Соединились войска 4-й армии и 54-й армии |
| 22 декабря 1941 года | -                             | Большая Вишера            | Войска 4-й армии вышли к реке Волхову |
| 23 декабря 1941 года | -                             | -                         | Войска 52-й армии вышли к реке Волхову |
| 24 декабря 1941 года | -                             | -                         | Полностью очищена железная дорога Тихвин - Волхов |
| 25 декабря 1941 года | -                             | -                         | Войска 52-й армии захватили первые плацдармы на Волхове |
| 26 декабря 1941 года | -                             | -                         | - |
| 27 декабря 1941 года | -                             | -                         | - |
| 28 декабря 1941 года | -                             | -                         | Немецкие войска местами отброшены за железную дорогу Мга - Кириши |
| 29 декабря 1941 года | -                             | -                         | - |
| 30 декабря 1941 года | -                             | -                         | Окончание наступательной операции |

## См.также
- Тихвинская оборонительная операция
- Тихвинская стратегическая наступательная операция
- Силы сторон в Тихвинской оборонительной операции
- Силы сторон в Тихвинской стратегической наступательной операции